# Keiberg (heuvel)
De Keiberg is een heuvel in de Belgische provincie West-Vlaanderen, in de gemeente Ichtegem. 

## Wielrennen
De helling wordt opgenomen in de Driedaagse van West-Vlaanderen, ze wordt dan opgenomen in de laatste etappe gecombineerd met de Ruidenberg in de plaatselijke ronden.